# Domagoj Vida
Domagoj Vida, né le 29 avril 1989 à Osijek en Yougoslavie (aujourd'hui en Croatie), est un footballeur international croate. Pouvant jouer au poste de défenseur central ou d'arrière droit à l'AEK Athènes.

## Biographie

### Carrière en club

#### Ses débuts à Osijek
Vida a été formé au NK Osijek et rentre dans l'équipe professionnelle lors de la saison 2006-2007 à l'âge de 17 ans. 
Lors de la saison suivante, Vida gagne en régularité et réalise de bonnes performances avec son club. Il est alors pisté par le Dinamo Zagreb.

#### Bayer Leverkusen
Cependant, le 29 avril 2010, il signe au Bayer Leverkusen  en Allemagne. Il est surtout utilisé en Ligue Europa où il fait 8 apparitions.

#### Dinamo Zagreb
Le 14 juin 2011, Vida rejoint le Dinamo Zagreb pour un montant non révélé. Il devient un titulaire indiscutable en défense et gagne sa place en sélection nationale. Il se fait particulièrement remarquer durant les tours préliminaires de la Ligue des Champions 2012-2013 où il inscrit d'ailleurs le but qualificatif de son équipe à l'ultime minute du temps additionnel contre les Bulgares de Ludogorets Razgrad.
Vida a été puni d'une amende de 100 000 euros par son club, le Dinamo Zagreb, pour avoir entamé une canette de bière dans le car qui amenait sa formation disputer un match.

#### Dynamo Kiev
Le 2 janvier 2013, Domagoj Vida signe pour 6 millions d'euros avec le Dynamo Kiev un contrat de 5 ans.

### Carrière en équipe nationale
Il est sélectionné avec les A pour la première fois le 23 mai 2010 lors d'un match à Osijek contre le Pays de Galles (victoire croate 2-0). Trois jours après il joue un match complet contre l'Estonie (0-0).
Il participe à l'Euro 2012 et joue titulaire contre l'Espagne (défaite 0-1). Deux ans plus tard, il participe à son premier mondial lors de la Coupe du monde 2014. Le 12 juin 2016 il participe au premier match de l'Euro 2016 avec la Croatie contre la Turquie. 
Lors de la Coupe du monde 2018, il marque le deuxième but contre la Russie en quart de finale de la coupe du monde. La Croatie se qualifie ainsi en finale, finale qu’elle perdra face à la France. Deux ans plus tard, il est convoqué pour participer à l'Euro 2020. 
Le 9 novembre 2022, il est sélectionné par Zlatko Dalić pour participer à la Coupe du monde 2022.
Le 20 mai 2024, il figure dans la liste des 26 joueurs croates retenus par Zlatko Dalić pour participer à l'Euro 2024. À la suite de celui-ci il décide de prendre sa retraite avec sa sélection.

## Palmarès

### En club
Dinamo Zagreb
- Championnat de Croatie
  - Vainqueur : 2012 et 2013
- Coupe de Croatie
  - Vainqueur : 2012

 Dynamo Kiev
- Championnat d'Ukraine
  - Vainqueur :  2015 et 2016
- Coupe d'Ukraine
  - Vainqueur : 2014 et 2015
- Supercoupe d'Ukraine
  - Vainqueur : 2016

 Beşiktaş JK
- Championnat de Turquie
  - Vainqueur : 2021
- Coupe de Turquie
  - Vainqueur : 2021

 AEK Athènes
- Championnat de Grèce
  - Vainqueur : 2023
- Coupe de Grèce
  - Vainqueur : 2023

### En équipe nationale
Croatie
- Coupe du monde
  - Finaliste : 2018
  - Troisième : 2022
- Ligue des nations
  - Finaliste : 2023

## Statistiques
Le tableau ci-dessous récapitule les statistiques de Domagoj Vida lors de sa carrière professionnelle en club :
| Saison                | Club                  | Championnat           | Championnat | Championnat | Coupe(s) nationale(s) | Coupe(s) nationale(s) | Supercoupe | Supercoupe | Compétition(s) continentale(s) | Compétition(s) continentale(s) | Compétition(s) continentale(s) | Total | Total |
| Saison                | Club                  | Division              | M.          | B.          | M.                    | B.                    | M.         | B.         | Comp.                          | M.                             | B.                             | M.    | B.    |
| 2006-2007             | NK Osijek             | 1                     | 12          | 0           | -                     | -                     | -          | -          | -                              | -                              | -                              | 12    | 0     |
| 2007-2008             | NK Osijek             | 1                     | 21          | 0           | 1                     | 0                     | -          | -          | -                              | -                              | -                              | 22    | 0     |
| 2008-2009             | NK Osijek             | 1                     | 30          | 2           | 1                     | 0                     | -          | -          | -                              | -                              | -                              | 31    | 2     |
| 2009-2010             | NK Osijek             | 1                     | 27          | 4           | 3                     | 0                     | -          | -          | -                              | -                              | -                              | 30    | 4     |
| Sous-total            | Sous-total            | Sous-total            | 90          | 6           | 5                     | 0                     | -          | -          | -                              | -                              | -                              | 95    | 6     |
| 2010-2011             | Bayer Leverkusen      | 1                     | 1           | 0           | -                     | -                     | -          | -          | C3                             | 8                              | 0                              | 9     | 0     |
| Sous-total            | Sous-total            | Sous-total            | 1           | 0           | -                     | -                     | -          | -          | -                              | 8                              | 0                              | 9     | 0     |
| 2011-2012             | Dinamo Zagreb         | 1                     | 29          | 2           | 6                     | 0                     | -          | -          | C1                             | 12                             | 0                              | 47    | 2     |
| 2012-2013             | Dinamo Zagreb         | 1                     | 15          | 4           | 1                     | 0                     | -          | -          | C1                             | 12                             | 2                              | 28    | 6     |
| Sous-total            | Sous-total            | Sous-total            | 44          | 6           | 7                     | 0                     | -          | -          | -                              | 24                             | 2                              | 75    | 8     |
| 2012-2013             | Dynamo Kiev           | 1                     | 12          | 1           | -                     | -                     | -          | -          | C3                             | 2                              | 0                              | 14    | 1     |
| 2013-2014             | Dynamo Kiev           | 1                     | 17          | 0           | 4                     | 1                     | -          | -          | C3                             | 5                              | 0                              | 26    | 1     |
| 2014-2015             | Dynamo Kiev           | 1                     | 20          | 2           | 6                     | 0                     | 1          | 0          | C3                             | 10                             | 1                              | 37    | 3     |
| 2015-2016             | Dynamo Kiev           | 1                     | 18          | 2           | 3                     | 0                     | 1          | 0          | C1                             | 5                              | 0                              | 27    | 2     |
| 2016-2017             | Dynamo Kiev           | 1                     | 28          | 3           | 4                     | 0                     | 1          | 1          | C1                             | 6                              | 0                              | 39    | 4     |
| 2017-2018             | Dynamo Kiev           | 1                     | 9           | 2           | -                     | -                     | 1          | 0          | C1+C3                          | 2+6                            | 0+0                            | 18    | 2     |
| Sous-total            | Sous-total            | Sous-total            | 104         | 10          | 17                    | 1                     | 4          | 1          | -                              | 36                             | 1                              | 161   | 13    |
| 2017-2018             | Beşiktaş JK           | 1                     | 13          | 1           | 4                     | 0                     | -          | -          | C1                             | 1                              | 0                              | 18    | 1     |
| 2018-2019             | Beşiktaş JK           | 1                     | 31          | 3           | 0                     | 0                     | -          | -          | C3                             | 7                              | 0                              | 38    | 3     |
| 2019-2020             | Beşiktaş JK           | 1                     | 31          | 5           | 2                     | 0                     | -          | -          | C1                             | 5                              | 0                              | 38    | 5     |
| 2020-2021             | Beşiktaş JK           | 1                     | 34          | 5           | 4                     | 1                     | -          | -          | C1                             | 1                              | 0                              | 39    | 6     |
| 2021-2022             | Beşiktaş JK           | 1                     | 28          | 1           | 1                     | 0                     | 1          | 0          | C1                             | 2                              | 0                              | 32    | 1     |
| Sous-total            | Sous-total            | Sous-total            | 137         | 15          | 11                    | 1                     | 1          | 0          | -                              | 16                             | 0                              | 165   | 16    |
| 2022-2023             | AEK Athènes           | Super League          | 31          | 0           | 2                     | 0                     | -          | -          | C4                             | -                              | -                              | 33    | 0     |
| Sous-total            | Sous-total            | Sous-total            | 31          | 0           | 2                     | 0                     | 0          | 0          | -                              | 0                              | 0                              | 33    | 0     |
| Total sur la carrière | Total sur la carrière | Total sur la carrière | 404         | 37          | 42                    | 2                     | 5          | 1          | -                              | 84                             | 3                              | 535   | 43    |